# Chevrolet Indy Dual in Detroit 2013
Das Chevrolet Indy Dual in Detroit 2013 fand am 1. und 2. Juni auf dem Raceway at Belle Isle in Detroit, Michigan, Vereinigte Staaten statt und war das sechste und siebte Rennen der IndyCar Series 2013.

## Berichte

### Hintergrund
Nach dem Indianapolis 500 führte Marco Andretti in der Fahrerwertung mit 11 Punkten auf Takuma Satō und 16 Punkten auf Hélio Castroneves.
Im Vergleich zur Vorsaison wurde eine andere Variante des Raceway at Belle Isle gewählt und diejenige verwendet, die zuletzt 2001 benutzt worden war. Damit wurden Streckenteile, wo der Belag in der Vorsaison den Belastungen nicht standgehalten hatte, ausgelassen.
Das Chevrolet Indy Dual in Detroit war die erste IndyCar-Veranstaltung mit zwei Rennen über die volle Distanz an einem Wochenende. Es war der erste von drei sogenannten Double Headern in der Saison 2013. Für beide Rennen gab es ein eigenes Qualifying und es gab in beiden Rennen die volle Punktzahl.
Bei beiden Rennen des Chevrolet Indy Dual in Detroit standen den Fahrern insgesamt 150 Sekunden zur Nutzung des Push-To-Pass-Buttons zu. Die Überholhilfe durfte im Rennen zehnmal aktiviert werden.
Das Starterfeld reduzierte sich um so gut wie alle Fahrzeuge, die nicht für die gesamte Saison gemeldet waren. Nur das Team Penske blieb mit A. J. Allmendinger im Starterfeld und setzte ein weiteres Mal ein zusätzliches Fahrzeug ein. Darüber hinaus stellte Dreyer & Reinbold Racing zu diesem Rennwochenende den Rennbetrieb aus finanziellen Gründen vorläufig ein und zog sich bis auf weiteres aus der IndyCar Series zurück. Außerdem gab es zwei Fahrerwechsel. Mike Conway löste Ana Beatriz bei Dale Coyne Racing ab. Er war zuletzt in Long Beach am Start gewesen. Ryan Briscoe, der im vorherigen Rennen ein zusätzliches Fahrzeug von Chip Ganassi Racing gefahren war, wechselte zu Panther Racing, wo er J. R. Hildebrand ersetzte. Hildebrand war nach einem frühen Unfall beim Indianapolis 500 entlassen worden.
Beim ersten der zwei Rennen ging Sébastien Bourdais zum 100. Mal bei einem IndyCar-Rennen an den Start.
Mit Castroneves (zweimal), Tony Kanaan, Justin Wilson und Scott Dixon (jeweils einmal) traten vier ehemalige Sieger zu diesen Indys an.

### Training
Aufgrund des zweiten Rennens fand nur ein Training vor den Qualifyings statt. Dieses wurde sechsmal unterbrochen. Briscoe löste mit einem Dreher in der elften Kurve die erste Unterbrechung aus. Für die zweite Rotphase war eine Entenfamilie verantwortlich, die die Rennstrecke überquerte. Anschließend stellte Dixon seinen Rennwagen in Kurve 9 ab. Er wurde wieder zurück an die Box gebracht. Parallel dazu schlug Dixons Teamkollege Dario Franchitti in der siebten Kurve in die Mauer ein. Anschließend fuhr James Hinchcliffe in die Reifenstapel der ersten Kurve. Die fünfte Rotphase wurde durch einen Dreher James Jakes ausgelöst. Allmendinger löste schließlich die letzte Unterbrechung aus, nachdem er in Kurve 7 ausrollte.
Alex Tagliani war schließlich der schnellste Pilot vor Dixon und Josef Newgarden.

### 1. Qualifying
Das Qualifying zum ersten Rennen fand nach dem ursprünglichen Format für Straßenkurse statt. Die Strecke trocknete ab, sodass die Zeiten von Segment zu Segment schneller wurden. In den ersten zwei Abschnitten wurden Regenreifen verwendet.
Der erste Abschnitt des Zeitentrainings wurde in zwei Gruppen ausgetragen. Die sechs schnellsten Piloten jeder Gruppe kamen ins zweite Segment. Die restlichen Startpositionen wurden aus dem Ergebnis des ersten Qualifyingabschnitts bestimmt, wobei den Fahrern der ersten Gruppe die ungeraden Positionen ab 13, und den Fahrern der zweiten Gruppe die geraden Positionen ab 14 zugewiesen wurden. In der ersten Gruppe fuhr Tagliani die schnellste Runde, in der zweiten Gruppe war Satō der schnellste Pilot.
Im zweiten Segment der Qualifikation qualifizierten sich die sechs schnellsten Fahrer für den finalen Abschnitt. Ryan Hunter-Reay erzielte die schnellste Rundenzeit. Neben ihm schafften es Franchitti, Conway, Tagliani, E. J. Viso und Jakes in den dritten Teil des Qualifyings, die sogenannten Firestone Fast Six. Da sich Castroneves in der Schlussphase nach einem Fahrfehler in der dritten Kurve drehte und es zu einer Rotphase kam, waren einige Piloten nicht mehr in der Lage, ihre Zeit zu verbessern.
Franchitti fuhr schließlich die schnellste Zeit und erzielte den Bonuspunkt für die Pole-Position vor Viso und Conway. Da Franchitti aufgrund eines vorzeitigen Motorenwechsels mit einer Strafversetzung um zehn Positionen belegt war, ging er allerdings vom elften Platz ins Rennen und Viso startete von der ersten Position. Bevor Franchitti seine schnellste Runde fuhr, musste er aufgrund einer falschen Ausfahrt aus der Box noch einmal durch die Boxengasse fahren.
Darüber hinaus wurden Graham Rahal, Newgarden und Charlie Kimball aufgrund eines vorzeitigen Motorenwechsels um zehn Positionen nach hinten versetzt.

### 2. Qualifying
Das zweite Qualifying wurde in zwei Gruppen ausgetragen. Jede Gruppe hatte jeweils zwölf Minuten Zeit. Der jeweils erste einer Gruppe erhielt einen Bonuspunkt für eine Pole-Position. Der erste Startplatz ging an den schnelleren von den beiden.
In der ersten Gruppe löste Tagliani mit einem Dreher eine Rotphase aus. Die Rennleitung strich ihm darauf die schnellste Runde. Jakes war der schnellste vor Hunter-Reay und Simon Pagenaud. In der zweiten Gruppe erzielte Conway die schnellste Runde vor Will Power und Viso.
Da Conway der Gesamtschnellste war, erhielt er den ersten Startplatz und alle Fahrer der zweiten Gruppe wurden anhand der Qualifyingreihenfolge auf den ungeraden Startplätzen einsortiert. Die Fahrer der ersten Gruppe erhielten die geraden Startplätze.

### 1. Rennen
Viso startete vom ersten Platz aus schlecht und wurde direkt von Conway überholt. In der dritten Kurve ging auch Hunter-Reay an Viso vorbei. Kurz darauf gab es schon eine Geldphase: Allmendinger wurde vor der vierten Kurve zwischen Wilson und Dixon eingeklemmt. Allmendinger verhakte sich mit Dixon und flog ab. Er blieb unverletzt.
Beim Restart behielt Conway die Führung. Viso ging kurz an Hunter-Reay vorbei, wurde aber wie beim Start in der dritten Kurve überholt. Diesmal fuhr allerdings auch Tagliani mit an ihm vorbei. Viso fiel in den nächsten Runden weiter zurück. Franchitti machte hingegen einige Positionen gut und war schon in der siebten Runde bis in die Top 5 vorgefahren.
Conway und Hunter-Reay hatten sich von dem restlichen Feld abgesetzt. Conway ging in der 25. Runde an die Box und verlor dabei die Führung an Hunter-Reay. Kurz darauf rollte Satō in der dritten Kurve aus, wodurch eine Gelbphase ausgelöst wurde. Vor der Gelbphase hatte Bourdais mit technischen Problemen aufgegeben. Sein Gaspedal klemmte. Satō nahm das Rennen wieder auf. Während der Gelbphase rutschte Tagliani in die Reifenstapel der dritten Kurve, was sein Rennen beendete.
Hunter-Reay ging bei seinem Boxenstopp in Führung und behielt diese beim Restart vor Conway. Dahinter folgten Franchitti und Power, die sich beim Restart nahe kamen. Franchitti zog beim Restart an Power vorbei. Wenig später duellierten sich Andretti und Sebastian Saavedra. Dabei drückte Andretti seinen Kontrahenten in der fünften Kurve in die Streckenbegrenzung. Der Unfall löste die dritte und letzte Gelbphase aus. Saavedra schied bei dem Unfall aus. Die Rennleitung wertete das Duell als Rennzwischenfall und verhängte keine Konsequenzen.
Hunter-Reay blieb beim Restart vorne. Power ging an Franchitti vorbei. Die beiden Piloten wurden wenig später von Kanaan und Wilson überholt. In der 44. Runde übernahm Conway wieder die Führung. In der dritten Kurve bremste er sich an Hunter-Reay vorbei. Hunter-Reay kam mit den Reds, die Reifenmischung, die er zu diesem Zeitpunkt verwendete, nicht so gut zu recht.
Bei den folgenden Boxenstopps ging Wilson kurzzeitig in Führung gab diese jedoch nach seinem Stopp wieder an seinen Teamkollegen Conway ab. Die Reihenfolge auf den ersten drei Plätzen nach dem letzten Boxenstopp lautete Conway, Hunter-Reay und Wilson.
In der Schlussphase wurde Wilson von Dixon unter Druck gesetzt. Indes schlug Briscoe in den Top 10 liegend vier Runden vorm Ende in die Reifenstapel der sechsten Kurve ein. Die Rennleitung schickte das Safety Car nicht auf die Strecke und beließ es bei lokal gezeigten gelben Flaggen.
Conway gewann schließlich das Rennen vor Hunter-Reay und seinem Teamkollegen Wilson. Es war Conways zweiter Sieg nach dem Toyota Grand Prix of Long Beach 2011. Dixon kam nicht mehr an Wilson vorbei und wurde Vierter vor Castroneves und Franchitti. Die Top 10 komplettierten Newgarten, Power, Rahal und Jakes.

### Abschlusstraining
Im Abschlusstraining am Sonntagmorgen war Franchitti der schnellste Fahrer vor Bourdais und Conway.

### 2. Rennen
Wie am Vortag schied Allmendinger in der ersten Runde durch einen Unfall aus. Allmendinger startete im Ersatzchassis. Da er sich am Vortag eine Daumenverletzung zugezogen hatte, nahm er Schmerzmittel ein. Mit Übersteuern fuhr er in die Mauer. Nach dem Restart verlor Power die Führung an Conway, der diese für längere Zeit behielt.
In den nächsten Runden folgten vier kürzere Gelbphasen. Die erste löste Simona de Silvestro aus, die nach einem Reifenschaden in der achten Kurve in die Reifenstapel fuhr. Die Pilotin schied aus. Beim Restart gab einen Dreikampf zwischen Ed Carpenter, Tagliani und Newgarden. Die Folge von Berührungen war, dass Tagliani in der dritten Kurve verunfallte und Newgarden in der sechsten stehen blieb. Dies hatte eine weitere Gelbphase zur Folge. Alle Piloten nahmen das Rennen wieder auf. Für die nächste Neutralisierung des Rennens waren Trümmerteile verantwortlich. Die fünfte Gelbphase löste ein Unfall von Satō aus. Satō fuhr in der dritten Kurve in die Mauer. Parallel dazu fuhr Hunter-Reay in der achten Kurve in die Begrenzung. Beide Fahrer nahmen das Rennen wieder auf.
In der Runde nach dem Restart drehte Bourdais in der ersten S-Kurve Power um. Infolgedessen ereignete sich eine Massenkarambolage, in die neun Autos verwickelt waren. Dies löste die sechste und letzte Gelbphase auf. Tagliani und Wilson schieden aus, der Rest nahm das Rennen, z. T. mit mehreren Runden Rückstand, wieder auf. Power war sehr aufgebracht über die Aktion Bourdais und bewarf seinen Kontrahenten, der weitergefahren war, bei der nächsten Durchfahrt mit seinen Handschuhen. Bourdais sah keine Schuld bei sich. Durch den Unfall lagen nur noch 13 von 20 Piloten in der Führungsrunde. Bourdais wurde von der Rennleitung als Auslöser der Kollision mit einer Durchfahrtsstrafe belegt.
Conway verlor durch einen schlechten Boxenstopp in der Gelbphase die Führung an Kanaan, der schon eher an der Box gewesen war. Conway verbesserte sich in der ersten Runde nach dem Restart vom achten auf den dritten Platz. Durch Boxenstopps ging die Führung zunächst an Tristan Vautier, der erstmals führte und schließlich zurück an Conway. Conway war der Pilot mit den meisten Führungsrunden.
In der 46. Runde wurde Conway allerdings zunächst von Kimball und dann von Pagenaud überholt. Kimball ging dadurch in Führung. Da Pagenaud eine andere Strategie verfolgte und einen längeren Mittelstint fuhr, ging er in Führung, nachdem Kimball an der Box gewesen war. Eine ähnliche Taktik verfolgte Jakes. Pagenaud verlor die Führung bei seinem Boxenstopp kurzzeitig an Jakes, kam aber vor dem restlichen Feld, angeführt von Conway, zurück auf die Strecke. Conway war zuvor in ein Duell mit Franchitti verwickelt worden, welches ihm Zeit gekostet hatte. Jakes fiel nach seinem Stopp hinter Pagenaud zurück, blieb aber auch vor Conway. Franchitti wurde in der Schlussphase noch von seinem Teamkollegen Dixon überholt.
Pagenaud gewann schließlich sein erstes IndyCar-Rennen vor Jakes, Conway, Dixon und Franchitti. Es war Jakes erste Podest-Platzierung. Damit lagen auf den ersten fünf Positionen nur Honda-Fahrer. Bester Chevrolet-Pilot war Andretti als Sechster. Die Top 10 komplettierten Kimball, Castroneves, Rahal und Saavedra. Es war Saavedras erste IndyCar-Top-10-Platzierung. Es war zudem der erste IndyCar-Sieg von Sam Schmidt Motorsports, die Pagenauds Fahrzeug unter dem Namen Schmidt Hamilton Motorsports gemeldet hatten.
In der Gesamtwertung übernahm Castroneves die Führung. Punktgleich mit ihm auf dem zweiten Platz lag Andretti, der als Führender in das Wochenende gegangen war. Hunter-Reay rückte als Dritter in die Top 3 der Fahrerwertung vor.
Nach dem Wochenende gab es Strafen gegen vier Piloten:
- Rahal Letterman Lanigan Racing wurde aufgrund nicht korrekt eingestellter Heckflügel am Fahrzeug von Jakes nach der ersten Qualifikation mit einer Geldstrafe von 10.000 US-Dollar belegt.
- Saavedra wurde aufgrund einer unpassenden Geste gegen Andretti nach der Kollision der beiden im ersten Rennen mit einer Strafe von 30.000 US-Dollar belegt. Saavedra wurde erlaubt, die Strafe mit PR-Auftritten abzuarbeiten.
- Power wurde aufgrund eindeutiger Gesten im zweiten Rennen und Äußerungen gegen Bourdais mit einer Geldstrafe von 10.000 US-Dollar belegt. Die Rennleitung verhängte zudem eine Bewährungsstrafe bis zum Saisonende gegen ihn.
- Bourdais wurde aufgrund negativer Äußerungen gegenüber IndyCar-Offiziellen mit einer Bewährungsstrafe bis zum Saisonende belegt.

## Meldeliste
Alle Teams und Fahrer verwendeten das Chassis Dallara DW12 mit einem Aero-Kit von Dallara und Reifen von Firestone.
| Team                                   | Nr. | Fahrer              | Motor     |
| -------------------------------------- | --- | ------------------- | --------- |
| Andretti Autosport                     | 01  | Ryan Hunter-Reay    | Chevrolet |
| Andretti Autosport                     | 25  | Marco Andretti      | Chevrolet |
| Andretti Autosport                     | 27  | James Hinchcliffe   | Chevrolet |
| Team Penske                            | 02  | A. J. Allmendinger  | Chevrolet |
| Team Penske                            | 03  | Hélio Castroneves   | Chevrolet |
| Team Penske                            | 12  | Will Power          | Chevrolet |
| Panther Racing                         | 04  | Ryan Briscoe        | Chevrolet |
| Team Venezuela/Andretti Autosport/HVM  | 05  | E. J. Viso          | Chevrolet |
| Dragon Racing                          | 06  | Sebastian Saavedra  | Chevrolet |
| Dragon Racing                          | 07  | Sébastien Bourdais  | Chevrolet |
| Target Chip Ganassi Racing             | 09  | Scott Dixon         | Honda     |
| Target Chip Ganassi Racing             | 10  | Dario Franchitti    | Honda     |
| KV Racing Technology                   | 11  | Tony Kanaan         | Chevrolet |
| KV Racing Technology                   | 78  | Simona de Silvestro | Chevrolet |
| A. J. Foyt Enterprises                 | 14  | Takuma Satō         | Honda     |
| Rahal Letterman Lanigan Racing         | 15  | Graham Rahal        | Honda     |
| Rahal Letterman Lanigan Racing         | 16  | James Jakes         | Honda     |
| Dale Coyne Racing                      | 18  | Mike Conway         | Honda     |
| Dale Coyne Racing                      | 19  | Justin Wilson       | Honda     |
| Ed Carpenter Racing                    | 20  | Ed Carpenter        | Chevrolet |
| Schmidt Peterson Motorsports           | 55  | Tristan Vautier     | Honda     |
| Sarah Fisher Hartman Racing            | 67  | Josef Newgarden     | Honda     |
| Schmidt Hamilton Motorsports           | 77  | Simon Pagenaud      | Honda     |
| Novo Nordisk Chip Ganassi Racing       | 83  | Charlie Kimball     | Honda     |
| Bryan Herta Autosport w/Curb-Agajanian | 98  | Alex Tagliani       | Honda     |

Quelle: 

## Klassifikationen

### 1. Qualifying
| Pos. | Fahrer              | Team                                   | Fahrzeug          | Gruppe 1  | Gruppe 2  | Top 12     | FF6       | Start |
| ---- | ------------------- | -------------------------------------- | ----------------- | --------- | --------- | ---------- | --------- | ----- |
| 01   | Dario Franchitti    | Target Chip Ganassi Racing             | Dallara-Honda     | 1:37,6185 | —         | 1:20,5494  | 1:19,3311 | 11    |
| 02   | E. J. Viso          | Team Venezuela/Andretti Autosport/HVM  | Dallara-Chevrolet | —         | 1:30,2402 | 1:21,4602  | 1:19,5572 | 01    |
| 03   | Mike Conway         | Dale Coyne Racing                      | Dallara-Honda     | —         | 1:29,2721 | 1:20,9296  | 1:19,8285 | 02    |
| 04   | James Jakes         | Rahal Letterman Lanigan Racing         | Dallara-Honda     | 1:37,4516 | —         | 1:21,7740  | 1:19,9897 | 03    |
| 05   | Ryan Hunter-Reay    | Andretti Autosport                     | Dallara-Chevrolet | 1:36,8126 | —         | 1:20,2483  | 1:20,0030 | 04    |
| 06   | Alex Tagliani       | Bryan Herta Autosport w/Curb-Agajanian | Dallara-Honda     | 1:36,6888 | —         | 1:21,0797  | 1:20,3514 | 05    |
| 07   | Tristan Vautier     | Schmidt Peterson Motorsports           | Dallara-Honda     | 1:36,7390 | —         | 1:22,4997  | —         | 06    |
| 08   | Takuma Satō         | A. J. Foyt Enterprises                 | Dallara-Honda     | —         | 1:28,4101 | 1:22,7164  | —         | 07    |
| 09   | Simon Pagenaud      | Schmidt Hamilton Motorsports           | Dallara-Honda     | 1:37,5503 | —         | 1:22,8250  | —         | 08    |
| 10   | Will Power          | Team Penske                            | Dallara-Chevrolet | —         | 1:29,5430 | 1:22,9537  | —         | 09    |
| 11   | Sebastian Saavedra  | Dragon Racing                          | Dallara-Chevrolet | —         | 1:30,3764 | 1:26,8058  | —         | 10    |
| 12   | Hélio Castroneves   | Team Penske                            | Dallara-Chevrolet | —         | 1:30,3885 | keine Zeit | —         | 12    |
| 13   | A. J. Allmendinger  | Team Penske                            | Dallara-Chevrolet | 1:37,7163 | —         | —          | —         | 13    |
| 14   | Graham Rahal        | Rahal Letterman Lanigan Racing         | Dallara-Honda     | —         | 1:30,5258 | —          | —         | 23    |
| 15   | Sébastien Bourdais  | Dragon Racing                          | Dallara-Chevrolet | 1:37,8023 | —         | —          | —         | 14    |
| 16   | Scott Dixon         | Target Chip Ganassi Racing             | Dallara-Honda     | —         | 1:30,6929 | —          | —         | 15    |
| 17   | Justin Wilson       | Dale Coyne Racing                      | Dallara-Honda     | 1:37,8891 | —         | —          | —         | 16    |
| 18   | Simona de Silvestro | KV Racing Technology                   | Dallara-Chevrolet | —         | 1:31,0623 | —          | —         | 17    |
| 19   | Marco Andretti      | Andretti Autosport                     | Dallara-Chevrolet | 1:38,0723 | —         | —          | —         | 18    |
| 20   | Tony Kanaan         | KV Racing Technology                   | Dallara-Chevrolet | —         | 1:31,5555 | —          | —         | 19    |
| 21   | James Hinchcliffe   | Andretti Autosport                     | Dallara-Chevrolet | 1:38,2000 | —         | —          | —         | 20    |
| 22   | Ryan Briscoe        | Panther Racing                         | Dallara-Chevrolet | —         | 1:31,6222 | —          | —         | 21    |
| 23   | Josef Newgarden     | Sarah Fisher Hartman Racing            | Dallara-Honda     | 1:38,8651 | —         | —          | —         | 24    |
| 24   | Ed Carpenter        | Ed Carpenter Racing                    | Dallara-Chevrolet | —         | 1:33,3912 | —          | —         | 22    |
| 25   | Charlie Kimball     | Novo Nordisk Chip Ganassi Racing       | Dallara-Honda     | 1:44,0316 | —         | —          | —         | 25    |

Anmerkungen
1. ↑  Dario Franchitti wurde aufgrund eines vorzeitigen Motorenwechsels um 10 Positionen nach hinten versetzt.
2. ↑  Graham Rahal wurde aufgrund eines vorzeitigen Motorenwechsels um 10 Positionen nach hinten versetzt.
3. ↑  Josef Newgarden wurde aufgrund eines vorzeitigen Motorenwechsels um 10 Positionen nach hinten versetzt.
4. ↑  Charlie Kimball wurde aufgrund eines vorzeitigen Motorenwechsels um 10 Positionen nach hinten versetzt.

Quellen: 

### 2. Qualifying
| Pos. | Fahrer              | Team                                   | Fahrzeug          | Gruppe 1  | Gruppe 2  | Start |
| ---- | ------------------- | -------------------------------------- | ----------------- | --------- | --------- | ----- |
| 01   | Mike Conway         | Dale Coyne Racing                      | Dallara-Honda     | —         | 1:18,0977 | 01    |
| 02   | James Jakes         | Rahal Letterman Lanigan Racing         | Dallara-Honda     | 1:18,1704 | —         | 02    |
| 03   | Will Power          | Team Penske                            | Dallara-Chevrolet | —         | 1:18,7035 | 03    |
| 04   | Ryan Hunter-Reay    | Andretti Autosport                     | Dallara-Chevrolet | 1:18,2294 | —         | 04    |
| 05   | E. J. Viso          | Team Venezuela/Andretti Autosport/HVM  | Dallara-Chevrolet | —         | 1:18,7810 | 05    |
| 06   | Simon Pagenaud      | Schmidt Hamilton Motorsports           | Dallara-Honda     | 1:18,8147 | —         | 06    |
| 07   | Scott Dixon         | Target Chip Ganassi Racing             | Dallara-Honda     | —         | 1:18,7865 | 07    |
| 08   | Justin Wilson       | Dale Coyne Racing                      | Dallara-Honda     | 1:18,9558 | —         | 08    |
| 09   | Hélio Castroneves   | Team Penske                            | Dallara-Chevrolet | —         | 1:18,8366 | 09    |
| 10   | James Hinchcliffe   | Andretti Autosport                     | Dallara-Chevrolet | 1:18,9742 | —         | 10    |
| 11   | Sebastian Saavedra  | Dragon Racing                          | Dallara-Chevrolet | —         | 1:19,0312 | 11    |
| 12   | A. J. Allmendinger  | Team Penske                            | Dallara-Chevrolet | 1:19,4048 | —         | 12    |
| 13   | Ryan Briscoe        | Panther Racing                         | Dallara-Chevrolet | —         | 1:19,2627 | 13    |
| 14   | Marco Andretti      | Andretti Autosport                     | Dallara-Chevrolet | 1:19,4625 | —         | 14    |
| 15   | Graham Rahal        | Rahal Letterman Lanigan Racing         | Dallara-Honda     | —         | 1:19,5418 | 15    |
| 16   | Dario Franchitti    | Target Chip Ganassi Racing             | Dallara-Honda     | 1:19,5554 | —         | 16    |
| 17   | Simona de Silvestro | KV Racing Technology                   | Dallara-Chevrolet | —         | 1:20,0460 | 17    |
| 18   | Charlie Kimball     | Novo Nordisk Chip Ganassi Racing       | Dallara-Honda     | 1:19,6196 | —         | 18    |
| 19   | Tony Kanaan         | KV Racing Technology                   | Dallara-Chevrolet | —         | 1:20,1511 | 19    |
| 20   | Tristan Vautier     | Schmidt Peterson Motorsports           | Dallara-Honda     | 1:19,7928 | —         | 20    |
| 21   | Takuma Satō         | A. J. Foyt Enterprises                 | Dallara-Honda     | —         | 1:20,1557 | 21    |
| 22   | Sébastien Bourdais  | Dragon Racing                          | Dallara-Chevrolet | 1:19,9175 | —         | 22    |
| 23   | Ed Carpenter        | Ed Carpenter Racing                    | Dallara-Chevrolet | —         | 1:22,5913 | 23    |
| 24   | Josef Newgarden     | Sarah Fisher Hartman Racing            | Dallara-Honda     | 1:20,7274 | —         | 24    |
| 25   | Alex Tagliani       | Bryan Herta Autosport w/Curb-Agajanian | Dallara-Honda     | 1:22,4482 | —         | 25    |

Quellen: 

### 1. Rennen
| Pos. | Fahrer              | Team                                   | Fahrzeug          | Runden | Zeit         | Start | Führungsrunden |
| ---- | ------------------- | -------------------------------------- | ----------------- | ------ | ------------ | ----- | -------------- |
| 01   | Mike Conway         | Dale Coyne Racing                      | Dallara-Honda     | 70     | 1:48:45,4309 | 02    | 47             |
| 02   | Ryan Hunter-Reay    | Andretti Autosport                     | Dallara-Chevrolet | 70     | + 12,9707    | 04    | 20             |
| 03   | Justin Wilson       | Dale Coyne Racing                      | Dallara-Honda     | 70     | + 25,2606    | 16    | 03             |
| 04   | Scott Dixon         | Target Chip Ganassi Racing             | Dallara-Honda     | 70     | + 25,3590    | 15    | 0              |
| 05   | Hélio Castroneves   | Team Penske                            | Dallara-Chevrolet | 70     | + 26,0549    | 12    | 0              |
| 06   | Dario Franchitti    | Target Chip Ganassi Racing             | Dallara-Honda     | 70     | + 26,4918    | 11    | 0              |
| 07   | Josef Newgarden     | Sarah Fisher Hartman Racing            | Dallara-Honda     | 70     | + 35,2019    | 24    | 0              |
| 08   | Will Power          | Team Penske                            | Dallara-Chevrolet | 70     | + 40,8273    | 09    | 0              |
| 09   | Graham Rahal        | Rahal Letterman Lanigan Racing         | Dallara-Honda     | 70     | + 44,1836    | 23    | 0              |
| 10   | James Jakes         | Rahal Letterman Lanigan Racing         | Dallara-Honda     | 70     | + 47,3852    | 03    | 0              |
| 11   | Tristan Vautier     | Schmidt Peterson Motorsports           | Dallara-Honda     | 70     | + 59,8249    | 06    | 0              |
| 12   | Simon Pagenaud      | Schmidt Hamilton Motorsports           | Dallara-Honda     | 70     | + 1:02,8527  | 08    | 0              |
| 13   | Tony Kanaan         | KV Racing Technology                   | Dallara-Chevrolet | 70     | + 1:03,6549  | 19    | 0              |
| 14   | Charlie Kimball     | Novo Nordisk Chip Ganassi Racing       | Dallara-Honda     | 70     | + 1:03,9390  | 25    | 0              |
| 15   | James Hinchcliffe   | Andretti Autosport                     | Dallara-Chevrolet | 70     | + 1:06,1779  | 20    | 0              |
| 16   | Simona de Silvestro | KV Racing Technology                   | Dallara-Chevrolet | 70     | + 1:07,2644  | 17    | 0              |
| 17   | E. J. Viso          | Team Venezuela/Andretti Autosport/HVM  | Dallara-Chevrolet | 70     | + 1:10,1976  | 01    | 0              |
| 18   | Ed Carpenter        | Ed Carpenter Racing                    | Dallara-Chevrolet | 69     | + 1 Runde    | 22    | 0              |
| 19   | Takuma Satō         | A. J. Foyt Enterprises                 | Dallara-Honda     | 68     | + 2 Runden   | 07    | 0              |
| 20   | Marco Andretti      | Andretti Autosport                     | Dallara-Chevrolet | 67     | + 3 Runden   | 18    | 0              |
| 21   | Ryan Briscoe        | Panther Racing                         | Dallara-Chevrolet | 66     | DNF          | 21    | 0              |
| 22   | Sebastian Saavedra  | Dragon Racing                          | Dallara-Chevrolet | 32     | DNF          | 10    | 0              |
| 23   | Alex Tagliani       | Bryan Herta Autosport w/Curb-Agajanian | Dallara-Honda     | 28     | DNF          | 05    | 0              |
| 24   | Sébastien Bourdais  | Dragon Racing                          | Dallara-Chevrolet | 19     | DNF          | 14    | 0              |
| 25   | A. J. Allmendinger  | Team Penske                            | Dallara-Chevrolet | 0      | DNF          | 13    | 0              |

Quellen: 

#### Führungsabschnitte
| Abschnitt | Runden | Fahrer           |
| --------- | ------ | ---------------- |
| 1         | 1–23   | Mike Conway      |
| 2         | 24–43  | Ryan Hunter-Reay |
| 3         | 44–52  | Mike Conway      |
| 4         | 53–55  | Justin Wilson    |
| 5         | 56–70  | Mike Conway      |

Quellen: 

#### Gelbphasen
| Nr. | Dauer | Runden | Grund für Gelbphase                                              |
| --- | ----- | ------ | ---------------------------------------------------------------- |
| 1   | 1–3   | 3      | Kontakt: A. J. Allmendinger (#2) und Scott Dixon (#9) in Kurve 4 |
| 2   | 25–30 | 6      | Stillstand: Takuma Satō (#14) in Kurve 3                         |
| 3   | 34–38 | 5      | Kontakt: Sebastian Saavedra (#6) in Kurve 5                      |

Quellen: 

### 2. Rennen
| Pos. | Fahrer              | Team                                   | Fahrzeug          | Runden | Zeit         | Start | Führungsrunden |
| ---- | ------------------- | -------------------------------------- | ----------------- | ------ | ------------ | ----- | -------------- |
| 01   | Simon Pagenaud      | Schmidt Hamilton Motorsports           | Dallara-Honda     | 70     | 1:56:14,7861 | 06    | 18             |
| 02   | James Jakes         | Rahal Letterman Lanigan Racing         | Dallara-Honda     | 70     | + 5,6274     | 02    | 04             |
| 03   | Mike Conway         | Dale Coyne Racing                      | Dallara-Honda     | 70     | + 6,0616     | 01    | 31             |
| 04   | Scott Dixon         | Target Chip Ganassi Racing             | Dallara-Honda     | 70     | + 21,2953    | 07    | 0              |
| 05   | Dario Franchitti    | Target Chip Ganassi Racing             | Dallara-Honda     | 70     | + 23,4917    | 16    | 0              |
| 06   | Marco Andretti      | Andretti Autosport                     | Dallara-Chevrolet | 70     | + 29,0629    | 14    | 0              |
| 07   | Charlie Kimball     | Novo Nordisk Chip Ganassi Racing       | Dallara-Honda     | 70     | + 29,6681    | 18    | 03             |
| 08   | Hélio Castroneves   | Team Penske                            | Dallara-Chevrolet | 70     | + 37,6446    | 09    | 0              |
| 09   | Graham Rahal        | Rahal Letterman Lanigan Racing         | Dallara-Honda     | 70     | + 40,5396    | 15    | 0              |
| 10   | Sebastian Saavedra  | Dragon Racing                          | Dallara-Chevrolet | 70     | + 51,4543    | 11    | 0              |
| 11   | Sébastien Bourdais  | Dragon Racing                          | Dallara-Chevrolet | 70     | + 1:13,1052  | 22    | 0              |
| 12   | Tony Kanaan         | KV Racing Technology                   | Dallara-Chevrolet | 70     | + 1:14,1353  | 19    | 10             |
| 13   | Ryan Briscoe        | Panther Racing                         | Dallara-Chevrolet | 69     | + 1 Runde    | 13    | 0              |
| 14   | Tristan Vautier     | Schmidt Peterson Motorsports           | Dallara-Honda     | 69     | + 1 Runde    | 20    | 01             |
| 15   | Ed Carpenter        | Ed Carpenter Racing                    | Dallara-Chevrolet | 66     | + 4 Runden   | 23    | 0              |
| 16   | Josef Newgarden     | Sarah Fisher Hartman Racing            | Dallara-Honda     | 64     | + 6 Runden   | 24    | 0              |
| 17   | E. J. Viso          | Team Venezuela/Andretti Autosport/HVM  | Dallara-Chevrolet | 61     | + 9 Runden   | 05    | 0              |
| 18   | Ryan Hunter-Reay    | Andretti Autosport                     | Dallara-Chevrolet | 59     | + 11 Runden  | 04    | 0              |
| 19   | James Hinchcliffe   | Andretti Autosport                     | Dallara-Chevrolet | 57     | + 13 Runden  | 10    | 0              |
| 20   | Will Power          | Team Penske                            | Dallara-Chevrolet | 53     | + 17 Runden  | 03    | 03             |
| 21   | Alex Tagliani       | Bryan Herta Autosport w/Curb-Agajanian | Dallara-Honda     | 27     | DNF          | 25    | 0              |
| 22   | Justin Wilson       | Dale Coyne Racing                      | Dallara-Honda     | 27     | DNF          | 08    | 0              |
| 23   | Takuma Satō         | A. J. Foyt Enterprises                 | Dallara-Honda     | 23     | DNF          | 21    | 0              |
| 24   | Simona de Silvestro | KV Racing Technology                   | Dallara-Chevrolet | 08     | DNF          | 17    | 0              |
| 25   | A. J. Allmendinger  | Team Penske                            | Dallara-Chevrolet | 0      | DNF          | 12    | 0              |

Quellen: 

#### Führungsabschnitte
| Abschnitt | Runden | Fahrer          |
| --------- | ------ | --------------- |
| 1         | 1–3    | Will Power      |
| 2         | 4–28   | Mike Conway     |
| 3         | 29–38  | Tony Kanaan     |
| 4         | 39     | Tristan Vautier |
| 5         | 40–45  | Mike Conway     |
| 6         | 46–48  | Charlie Kimball |
| 7         | 49–54  | Simon Pagenaud  |
| 8         | 55–58  | James Jakes     |
| 9         | 59–70  | Simon Pagenaud  |

Quellen: 

#### Gelbphasen
| Nr. | Dauer | Runden | Grund für Gelbphase |
| --- | ----- | ------ | --- |
| 1   | 1–3   | 3      | Kontakt: A. J. Allmendinger (#2) in Kurve 2 |
| 2   | 10–12 | 3      | Kontakt: Simona de Silvestro (#78) in Kurve 8 |
| 3   | 14    | 1      | Kontakt: Alex Tagliani (#98) in Kurve 3, Stillstand: Josef Newgarden (#67) in Kurve 6 |
| 4   | 20–22 | 3      | Trümmerteile in Kurve 2 |
| 5   | 24–26 | 3      | Kontakt: Takuma Satō (#14) in Kurve 3 |
| 6   | 28–36 | 9      | Kontakt: Hélio Castroneves (#3), Ryan Briscoe (#4), E. J. Viso (#5), Sébastien Bourdais (#7), Will Power (#12), Graham Rahal (#15), Justin Wilson (#19), Ed Carpenter (#20), James Hinchcliffe (#27) und Alex Tagliani (#98) in Kurve 1 |

Quellen: 

## Punktestände nach dem Rennwochenende

### Fahrerwertung
Die Punktevergabe wird hier erläutert.
| Pos. | Fahrer            | Punkte |
| ---- | ----------------- | ------ |
| 01.  | Hélio Castroneves | 206    |
| 02.  | Marco Andretti    | 206    |
| 03.  | Ryan Hunter-Reay  | 191    |
| 04.  | Scott Dixon       | 186    |
| 05.  | Simon Pagenaud    | 177    |
| 06.  | Takuma Satō       | 175    |
| 07.  | Justin Wilson     | 169    |
| 08.  | Tony Kanaan       | 160    |
| 09.  | James Hinchcliffe | 154    |
| 10.  | Charlie Kimball   | 149    |
| 11.  | Dario Franchitti  | 140    |
| 12.  | James Jakes       | 130    |

| Pos. | Fahrer              | Punkte |
| ---- | ------------------- | ------ |
| 13.  | E. J. Viso          | 130    |
| 14.  | Graham Rahal        | 126    |
| 15.  | Josef Newgarden     | 124    |
| 16.  | Will Power          | 124    |
| 17.  | Simona de Silvestro | 123    |
| 18.  | Oriol Servià        | 112    |
| 19.  | Tristan Vautier     | 109    |
| 20.  | Ed Carpenter        | 108    |
| 21.  | Sébastien Bourdais  | 99     |
| 22.  | Mike Conway         | 97     |
| 23.  | Alex Tagliani       | 95     |
| 24.  | J. R. Hildebrand    | 79     |

| Pos. | Fahrer             | Punkte |
| ---- | ------------------ | ------ |
| 25.  | Sebastian Saavedra | 72     |
| 26.  | A. J. Allmendinger | 65     |
| 27.  | Carlos Muñoz       | 54     |
| 28.  | Ana Beatriz        | 53     |
| 29.  | Ryan Briscoe       | 48     |
| 30.  | Conor Daly         | 11     |
| 31.  | Townsend Bell      | 10     |
| 32.  | Katherine Legge    | 8      |
| 33.  | Pippa Mann         | 8      |
| 34.  | Buddy Lazier       | 8      |